# 야렌구
야렌구(Yaren District)는 나우루 남서부에 위치한 행정구로, 면적은 1.5km2, 인구는 1,100명(2004년 기준)이다. 과거에는 마크와(Makwa)라는 이름으로 알려지기도 했다. 나우루 의회의사당과 행정부 청사, 나우루 국제공항 등이 있어서 사실상 수도 역할을 맡고있다.

## 지도

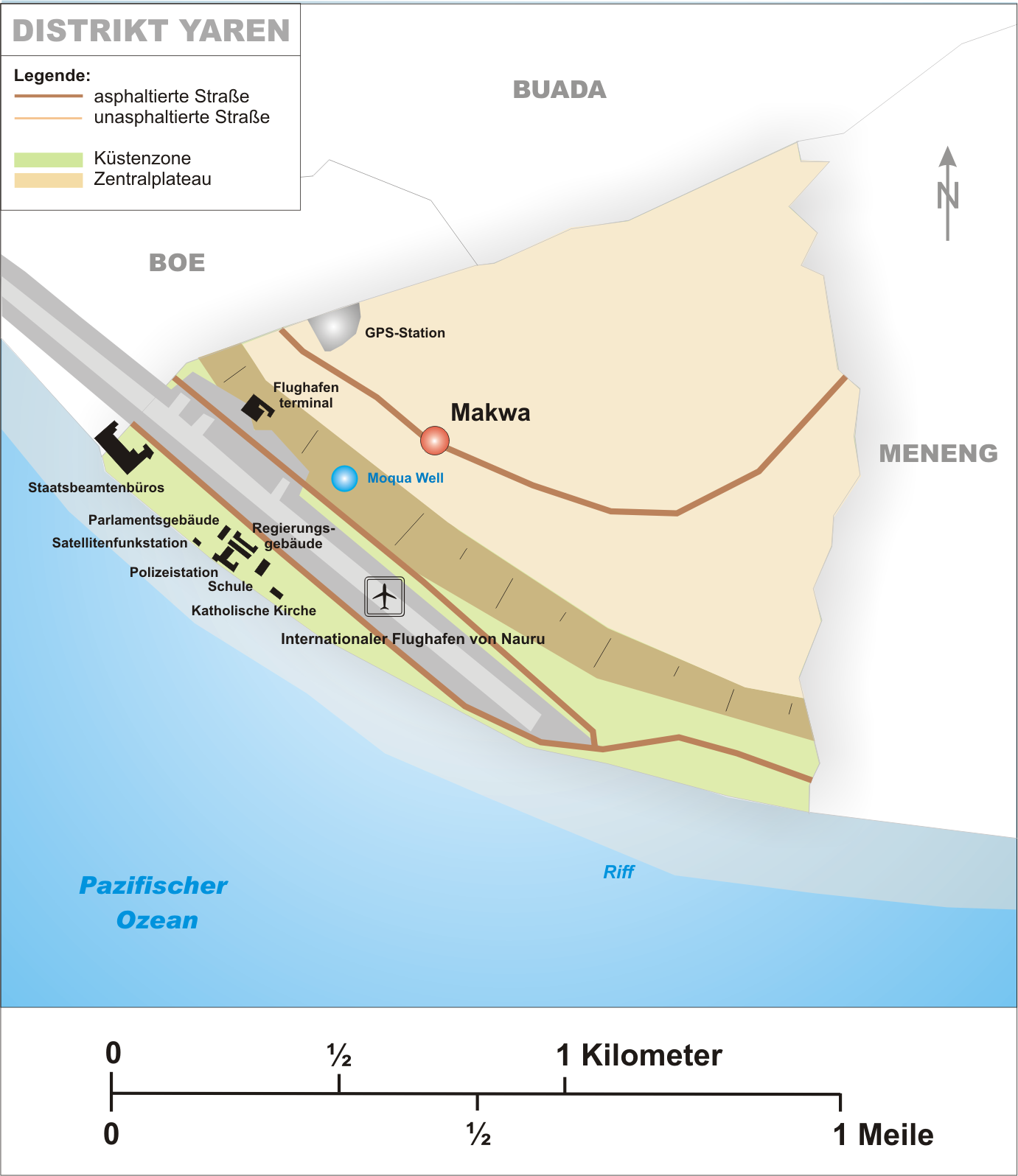
야렌 구
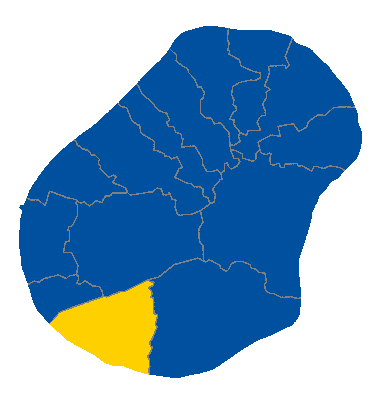
야렌 구의 위치

## 사진

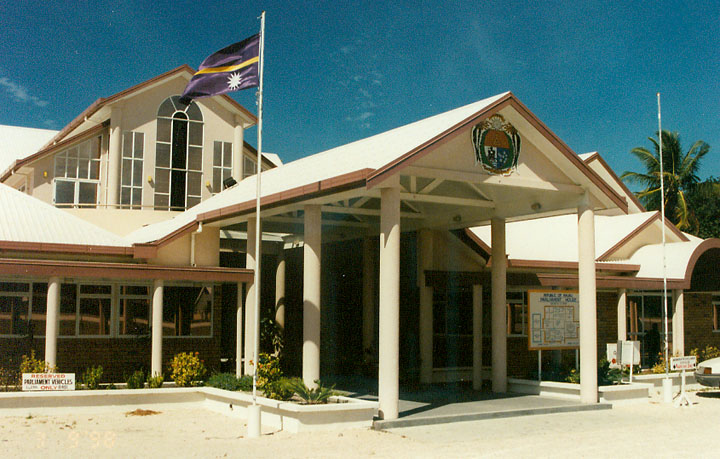
나우루 의회의사당

## 같이 보기
- 모콰 우물